# Каратас (Байдібека район)
Карата́с (каз. Қаратас) — село у складі району Байдібека Туркестанської області Казахстану. Входить до складу Боралдайського сільського округу.
Населення — 500 осіб (2021; 529 у 2009, 560 у 1999, 414 у 1989).